# Whirl
Whirl – ezoteryczny język programowania stworzony przez Seana Hebera w  2004. Whirl ma tylko 2 instrukcje: 0 i 1. Te instrukcje obracają Pierścieniem Operacji (Operations Ring) i Pierścieniem Matematyki (Maths Ring), które mają po 12 sektorów. Cały język zatem ma 24 polecenia.

## Przykładowy kod
Ten przykładowy program napisany w Whirlu pobiera 2 liczby całkowite ze standardowego wejścia, dodaje je i wyświetla wynik.
```
011000001111000011111000001111000011111000001111000
011111000001100100000110011111000111000111100011001
11000000000111110001000111110011001111100010001100
```